# Rodulf Flanderský
Rodulf Flanderský (francouzsky Raoul, zemřel 28. června 896) byl hrabě z Vermandois z domu Flanderských.

## Biografie
Narodil se jako mladší syn flanderského hraběte Balduina I. Železné paže a jeho manželky Judity, dcery západofranského krále a pozdějšího císaře Kara Holého.
S podporou svého staršího bratra, flanderského hraběte Balduina II. si Rodulf v roce 895 podrobil hrad Saint-Quentin a ovládl posléze hrad v Péronne, čímž se stal nejmocnějším mužem ve Vermandois. Vzápětí se dostal do střetu s králem o ovládnutí přilehlého opatství , což vedlo k tomu, že ho král jako hraběte neuznal. Následujícího roku byl Rodulf napaden hrabětem Heribertem I. z Vermandois, který ho v boji zabil, čímž zabezpečil hraběcí titul z Vermandois pro svůj rod. Balduin později Rodulfovu smrt pomstil, nechav Heriberta zavraždit.
Rodulfus/Raoul byl v pozdější historické literatuře občas zván „hrabětem z Cambrai“ (údajně byl tchánem Izáka z Cambrai, neexistují však k tomu žádné hodnověrné prameny), což ovšem v 13. století vedlo kronikáře Flodoarda z Remeše k jeho záměně se synem Raoula de Gouy.

### Prameny
- Annales Xantenses et Annales Vedastini, hrsg. von B. de Simson in MGH SS rer. Germ. 12 (1909), S. 77-78
- Annales Blandinienses, hrsg. von L. Bethmann in MGH SS 5, S. 24
- Flodoard, Annales, chronica et historiae aevi Saxonici in MGH SS 3, S. 389

### Sekundární literatura
- Paul Meyer und Auguste Longnon: Raoul de Cambrai (Paris, 1882)